# Christian Christner
Christian Christner (* 1992) ist ein professioneller deutscher Pokerspieler. Er gewann 2017 zwei hochdotierte Turniere im Aria Resort & Casino.

## Pokerkarriere
Christner lebt in Brighton. Seine erste Geldplatzierung bei einem Live-Turnier erzielte er Mitte August 2012 im King’s Resort in Rozvadov. Der Deutsche kam Anfang September 2014 erstmals beim Main Event der World Poker Tour (WPT) ins Geld und belegte im nordzyprischen Kyrenia den mit 22.500 US-Dollar dotierten zehnten Platz. Im Juni 2016 war er zum ersten Mal bei der World Series of Poker im Rio All-Suite Hotel and Casino am Las Vegas Strip erfolgreich und erreichte bei drei Turnieren der Variante No Limit Hold’em die Geldränge. Sein mit Abstand höchstes Preisgeld gewann er dabei beim High Roller for One Drop, das ein Buy-in von 111.111 US-Dollar erforderte. Für seinen 25. Platz erhielt Christner über 160.000 US-Dollar. Mitte Dezember 2016 erreichte er beim Super High Roller des Five Diamond World Poker Classic der WPT im Hotel Bellagio am Las Vegas Strip den Finaltisch und beendete das Turnier auf dem fünften Platz, der mit mehr als 220.000 US-Dollar bezahlt wurde. Ende Mai 2017 gewann er das 100.000 US-Dollar teure Aria Super High Roller im Aria Resort & Casino am Las Vegas Strip und sicherte sich sein bisher höchstes Preisgeld, das aufgrund eines Deals mit Steffen Sontheimer und Ben Tollerene bei knapp 1,5 Millionen US-Dollar lag. Im Juni 2017 siegte Christner beim Aria High Roller mit einem Buy-in von 25.000 US-Dollar und einem Hauptpreis von rund 330.000 US-Dollar. Mitte September 2017 spielte er bei der ersten Austragung der Poker Masters im Aria jedes der fünf Turniere. Beim zweiten Event der Serie belegte der Deutsche den fünften Platz und erhielt 175.000 US-Dollar, beim fünften Turnier wurde er Zweiter und sicherte sich 864.000 US-Dollar. In den Jahren 2019 und 2021 erzielte er jeweils eine Geldplatzierung beim WSOP-Main-Event.
Insgesamt hat sich Christner mit Poker bei Live-Turnieren mindestens 4 Millionen US-Dollar erspielt.